# Chongqing Liangjiang Jingji Zuqiu Julebu
Il Chongqing Liangjiang Jingji Zuqiu Julebu (重庆两江竞技足球俱乐部S, Chóngqìng Liǎngjiāng Jìngjì Zúqiú JùlèbùP), a volte tradotto come Chongqing Liangjiang Athletic Football Club e precedentemente conosciuto come Chongqing Dangdai Lifan, era una società calcistica cinese con sede a Chongqing. Militava nella Super League cinese. 
Fondata nel 1994, la squadra giocava le partite casalinghe al Centro sportivo olimpico di Chongqing.

## Denominazione
- Nel 1994: Hubei Wugang Er Dui (湖北武钢二队S; Hubei WISCO Second Team)
- Nel 1995: Wuhan Qianwei Zuqiu Julebu (武汉前卫足球俱乐部S; Wuhan Vanguard Football Club)
- Dal 1996 al 1998: Qianwei Huandao Zuqiu Julebu (前卫寰岛足球俱乐部S; Vanguard Huandao Football Club)
- Dal 1999 al 2000: Chongqing Longxin Zuqiu Julebu (重庆隆鑫足球俱乐部S; Chongqing Longxin Football Club)
- Dal 2000 al 2002: Chongqing Lifan Zuqiu Julebu (重庆力帆足球俱乐部S; Chongqing Lifan Football Club)
- Nel 2003: Chongqing Lifan Xinganjue Zuqiu Julebu (重庆力帆新感觉足球俱乐部S; Chongqing Lifan Xinganjue Football Club)
- Nel 2004: Chongqing Qiche Zuqiu Julebu (重庆奇伡足球俱乐部S; Chongqing Qiche Football Club)
- Dal 2005 al 2008: Chongqing Lifan Zuqiu Julebu (重庆力帆足球俱乐部S; Chongqing Lifan Football Club)
- Nel 2009: Chongqing Shixian Taibai Zuqiu Julebu (重庆诗仙太白足球俱乐部S; Chongqing Lifan Shixian Taibai Football Club)
- Dal 2010 al 2012: Chongqing Lifan Zuqiu Julebu (重庆力帆足球俱乐部S; Chongqing Lifan Football Club)
- Dal 2013 al 2014: Chongqing Lifan Zhiye Zuqiu Julebu (重庆力帆置业足球俱乐部S; Chongqing Lifan Properties Football Club
- Dal 2014 al 2017: Chongqing Lifan Zuqiu Julebu (重庆力帆足球俱乐部S; Chongqing Lifan Football Club)
- Dal 2017 al 2020: Chongqing Dangdai Lifan Zuqiu Julebu (重庆当代力帆足球俱乐部S; Chongqing Dangdai Lifan Zuqiu Julebu Football Club)
- Nel 2021: Chongqing Liangjiang Jingji Zuqiu Julebu (重庆两江竞技足球俱乐部S; Chongqing Liangjiang Athletic Football Club)

## Organico

### Rosa 2022
Aggiornata al 13 marzo 2022.
| N. |                 | Ruolo | Calciatore   |
| -- | --------------- | ----- | ------------ |
| 1  | Cina (bandiera) | P     | Chen Zhao    |
| 3  | Cina (bandiera) | D     | Yang Shuai   |
| 4  | Cina (bandiera) | D     | Luo Hao      |
| 5  | Cina (bandiera) | D     | Xu Wu        |
| 7  | Cina (bandiera) | C     | Feng Jin     |
| 8  | Cina (bandiera) | D     | Sun Kai      |
| 11 | Cina (bandiera) | C     | Wu Qing      |
| 13 | Cina (bandiera) | A     | Yin Congyao  |
| 14 | Cina (bandiera) | C     | Huang Xiyang |
| 15 | Cina (bandiera) | C     | Chen Jie     |
| 16 | Cina (bandiera) | P     | Deng Xiaofei |
| 17 | Cina (bandiera) | D     | Zhang Xiao   |
| 18 | Cina (bandiera) | D     | Dong Honglin |
| 19 | Cina (bandiera) | D     | Sun Xuelong  |

| N. |                       | Ruolo | Calciatore          |
| -- | --------------------- | ----- | ------------------- |
| 20 | Cina (bandiera)       | D     | Liu Le              |
| 21 | Cina (bandiera)       | C     | Hu Xingyu           |
| 24 | Cina (bandiera)       | C     | Bahtiyar Peyzullah  |
| 28 | Cina (bandiera)       | C     | Wen Tianpeng        |
| 29 | Cina (bandiera)       | A     | Deng Jiaxing        |
| 30 | Brasile (bandiera)    | A     | Fernandinho         |
| 31 | Cina (bandiera)       | C     | Zhang Xingbo        |
| 32 | Cina (bandiera)       | C     | Lu Xianyong         |
| 33 | Uzbekistan (bandiera) | D     | Dostonbek Tursunov  |
| 34 | Cina (bandiera)       | D     | He Siwei            |
| 36 | Cina (bandiera)       | P     | Fan Weixiang        |
| 37 | Cina (bandiera)       | P     | Pan Long            |
| 39 | Cina (bandiera)       | D     | Zhang Xiang         |
|    | Polonia (bandiera)    | C     | Adrian Mierzejewski |
|    | Cina (bandiera)       | D     | Wang Huapeng        |

### Rosa 2021
Aggiornata al 13 agosto 2021.
| N. |                 | Ruolo | Calciatore                                           |
| -- | --------------- | ----- | ---------------------------------------------------- |
| 1  | Cina (bandiera) | P     | Chen Zhao                                            |
| 3  | Cina (bandiera) | D     | Yang Shuai                                           |
| 4  | Cina (bandiera) | D     | Luo Hao                                              |
| 5  | Cina (bandiera) | D     | Xu Wu                                                |
| 6  | Cina (bandiera) | D     | Jiang Shenglong (in prestito dallo Shanghai Shenhua) |
| 7  | Cina (bandiera) | C     | Feng Jin                                             |
| 8  | Cina (bandiera) | D     | Sun Kai                                              |
| 11 | Cina (bandiera) | C     | Wu Qing                                              |
| 13 | Cina (bandiera) | A     | Yin Congyao                                          |
| 14 | Cina (bandiera) | C     | Huang Xiyang                                         |
| 15 | Cina (bandiera) | C     | Chen Jie                                             |
| 16 | Cina (bandiera) | P     | Deng Xiaofei                                         |
| 17 | Cina (bandiera) | D     | Zhang Xiao                                           |
| 18 | Cina (bandiera) | D     | Dong Honglin                                         |
| 19 | Cina (bandiera) | D     | Sun Xuelong                                          |

| N. |                       | Ruolo | Calciatore                                          |
| -- | --------------------- | ----- | --------------------------------------------------- |
| 20 | Cina (bandiera)       | D     | Liu Le                                              |
| 21 | Cina (bandiera)       | C     | Hu Xingyu                                           |
| 23 | Ecuador (bandiera)    | C     | Miller Bolaños (in prestito dallo Shanghai Shenhua) |
| 24 | Cina (bandiera)       | C     | Bahtiyar Peyzullah                                  |
| 28 | Cina (bandiera)       | C     | Wen Tianpeng                                        |
| 29 | Cina (bandiera)       | A     | Deng Jiaxing                                        |
| 30 | Brasile (bandiera)    | A     | Fernandinho                                         |
| 31 | Cina (bandiera)       | C     | Zhang Xingbo                                        |
| 32 | Cina (bandiera)       | C     | Lu Xianyong                                         |
| 33 | Uzbekistan (bandiera) | D     | Dostonbek Tursunov                                  |
| 34 | Cina (bandiera)       | D     | He Siwei                                            |
| 36 | Cina (bandiera)       | P     | Fan Weixiang                                        |
| 37 | Cina (bandiera)       | P     | Pan Long                                            |
| 39 | Cina (bandiera)       | D     | Zhang Xiang                                         |

### Rosa 2020
Aggiornata al 1º marzo 2020.
| N. |                    | Ruolo | Calciatore          |
| -- | ------------------ | ----- | ------------------- |
| 1  | Cina (bandiera)    | P     | Yerjet Yerzat       |
| 2  | Cina (bandiera)    | D     | Li Fang             |
| 3  | Cina (bandiera)    | D     | Yang Shuai          |
| 4  | Cina (bandiera)    | D     | Luo Hao             |
| 5  | Cina (bandiera)    | D     | Jiang Zhe           |
| 7  | Cina (bandiera)    | C     | Feng Jing           |
| 8  | Cina (bandiera)    | C     | Ding Jie            |
| 9  | Polonia (bandiera) | C     | Adrian Mierzejewski |
| 10 | Cina (bandiera)    | C     | Peng Xinli          |
| 11 | Cina (bandiera)    | C     | Wu Qing             |
| 12 | Cina (bandiera)    | P     | Wang Min            |
| 13 | Cina (bandiera)    | A     | Yin Congyao         |
| 15 | Cina (bandiera)    | D     | Xu Wu               |
| 16 | Cina (bandiera)    | C     | Wang Weicheng       |
| 17 | Cina (bandiera)    | P     | Sui Weijie          |
| 18 | Cina (bandiera)    | D     | Dong Honglin        |

| N. |                    | Ruolo | Calciatore         |
| -- | ------------------ | ----- | ------------------ |
| 19 | Cina (bandiera)    | D     | Tang Jiashu        |
| 20 | Cina (bandiera)    | D     | Liu Le             |
| 21 | Cina (bandiera)    | P     | Wang Zixiang       |
| 23 | Cina (bandiera)    | D     | Chen Lei           |
| 24 | Cina (bandiera)    | A     | Liu Weidong        |
| 25 | Cina (bandiera)    | C     | Baxtiyar Pezila    |
| 26 | Cina (bandiera)    | D     | Yuan Mincheng      |
| 27 | Brasile (bandiera) | A     | Alan Kardec        |
| 28 | Cina (bandiera)    | D     | Cao Dong           |
| 30 | Brasile (bandiera) | A     | Fernandinho        |
| 32 | Brasile (bandiera) | A     | Fernando Henrique  |
| 33 | Cina (bandiera)    | D     | Dilmurat Mawlanyaz |
| 34 | Cina (bandiera)    | C     | Huang Jiahao       |
| 36 | Cina (bandiera)    | D     | Liu Bin            |
| 39 | Cina (bandiera)    | C     | Zhao Boyuan        |

### Rosa 2019
Aggiornata al 1º marzo 2019.
| N. |                    | Ruolo | Calciatore          |
| -- | ------------------ | ----- | ------------------- |
| 1  | Cina (bandiera)    | P     | Yerjet Yerzat       |
| 2  | Cina (bandiera)    | D     | Li Fang             |
| 3  | Cina (bandiera)    | D     | Yang Shuai          |
| 4  | Cina (bandiera)    | D     | Luo Hao             |
| 5  | Cina (bandiera)    | D     | Jiang Zhe           |
| 7  | Cina (bandiera)    | C     | Feng Jing           |
| 8  | Cina (bandiera)    | C     | Ding Jie            |
| 9  | Polonia (bandiera) | C     | Adrian Mierzejewski |
| 10 | Cina (bandiera)    | C     | Peng Xinli          |
| 11 | Cina (bandiera)    | C     | Wu Qing             |
| 12 | Cina (bandiera)    | P     | Wang Min            |
| 13 | Cina (bandiera)    | A     | Yin Congyao         |
| 15 | Cina (bandiera)    | D     | Xu Wu               |
| 16 | Cina (bandiera)    | C     | Wang Weicheng       |
| 17 | Cina (bandiera)    | P     | Sui Weijie          |
| 18 | Cina (bandiera)    | D     | Dong Honglin        |

| N. |                    | Ruolo | Calciatore         |
| -- | ------------------ | ----- | ------------------ |
| 19 | Cina (bandiera)    | D     | Tang Jiashu        |
| 20 | Cina (bandiera)    | D     | Liu Le             |
| 21 | Cina (bandiera)    | P     | Wang Zixiang       |
| 23 | Cina (bandiera)    | D     | Chen Lei           |
| 24 | Cina (bandiera)    | A     | Liu Weidong        |
| 25 | Cina (bandiera)    | C     | Baxtiyar Pezila    |
| 26 | Cina (bandiera)    | D     | Yuan Mincheng      |
| 27 | Brasile (bandiera) | A     | Alan Kardec        |
| 28 | Cina (bandiera)    | D     | Cao Dong           |
| 30 | Brasile (bandiera) | A     | Fernandinho        |
| 32 | Brasile (bandiera) | A     | Fernando Henrique  |
| 33 | Cina (bandiera)    | D     | Dilmurat Mawlanyaz |
| 34 | Cina (bandiera)    | C     | Huang Jiahao       |
| 36 | Cina (bandiera)    | D     | Liu Bin            |
| 39 | Cina (bandiera)    | C     | Zhao Boyuan        |

### Rosa 2018
| N. |                 | Ruolo | Calciatore    |
| -- | --------------- | ----- | ------------- |
| 1  | Cina (bandiera) | P     | Deng Xiaofei  |
| 2  | Cina (bandiera) | D     | Li Fang       |
| 4  | Cina (bandiera) | D     | Luo Hao       |
| 5  | Cina (bandiera) | D     | Jiajun Jiang  |
| 6  | Cina (bandiera) | D     | Tao Zheng     |
| 7  | Cina (bandiera) | C     | Feng Jin      |
| 8  | Cina (bandiera) | C     | Ding Jie      |
| 9  | Cina (bandiera) | D     | Liu Yu        |
| 10 | Cina (bandiera) | C     | Peng Xinli    |
| 11 | Cina (bandiera) | C     | Wu Qing       |
| 12 | Cina (bandiera) | P     | Wang Min      |
| 13 | Cina (bandiera) | C     | Yin Congyao   |
| 16 | Cina (bandiera) | C     | Wang Weicheng |
| 17 | Cina (bandiera) | P     | Sui Weijie    |
| 18 | Cina (bandiera) | D     | Shuai Zeng    |
| 19 | Cina (bandiera) | D     | Tang Jiashu   |

| N. |                    | Ruolo | Calciatore    |
| -- | ------------------ | ----- | ------------- |
| 20 | Cina (bandiera)    | C     | Liu Le        |
| 21 | Cina (bandiera)    | D     | Sui Donglu    |
| 22 | Cina (bandiera)    | C     | Cui Yongzhe   |
| 23 | Cina (bandiera)    | D     | Chen Lei      |
| 24 | Cina (bandiera)    | C     | Liu Weidong   |
| 25 | Cina (bandiera)    | P     | Anqi Chen     |
| 26 | Cina (bandiera)    | C     | Yuan Mincheng |
| 27 | Brasile (bandiera) | A     | Alan Kardec   |
| 28 | Cina (bandiera)    | D     | Cao Dong      |
| 29 | Cina (bandiera)    | A     | Yang Ke       |
| 30 | Brasile (bandiera) | C     | Fernandinho   |
| 31 | Cina (bandiera)    | C     | Bin Liu       |
| 32 | Brasile (bandiera) | C     | Fernandinho   |
| 33 | Cina (bandiera)    | C     | Chen Zhongliu |
| 34 | Brasile (bandiera) | C     | Sebá          |

## Palmarès

### Competizioni nazionali
- China League One: 2

1996, 2014
- Coppa della Cina: 1

2000

### Altri piazzamenti
- Coppa della Cina:

Semifinalista: 1997, 2003
- Supercoppa di Cina:

Finalista: 2000
- China League One:

Secondo posto: 2008
- Coppa delle Coppe dell'AFC:

Semifinalista: 2001-2002